# Hydromys ziegleri
Hydromys ziegleri és una espècie de mamífer rosegador de la família dels múrids. És endèmica de Papua Nova Guinea, on viu a altituds d'aproximadament 200 msnm. El seu hàbitat natural són les zones humides. Es desconeix si hi ha cap amenaça significativa per a la supervivència d'aquesta espècie. Aquest tàxon fou anomenat en honor del zoòleg estatunidenc Alan Conrad Ziegler.